# 氯銅礦
氯銅礦（英語：Atacamite）是一種含銅鹵化物礦物，化學式為Cu2Cl(OH)3。1801年，D. de Fallizen首次描述了智利阿塔卡馬沙漠中的礦物。

## 發現
氯銅礦與斜氯銅礦、克斜氯銅礦和副氯銅礦是同質異形體。氯銅礦是一種相對稀有的礦物，由乾旱氣候氧化或風化帶中的原生含銅礦物形成。它是火山噴氣孔的昇華沉積物，是黑煙中的硫化物蝕變產物。在智利、中國、俄羅斯、捷克共和國、美國亞利桑那州和澳大利亞的氧化銅礦床中也天然發現了這種礦物。它與赤銅礦、水膽礬、青鉛礬、鉛綠礬、孔雀石、矽孔雀石及其多形體伴生。

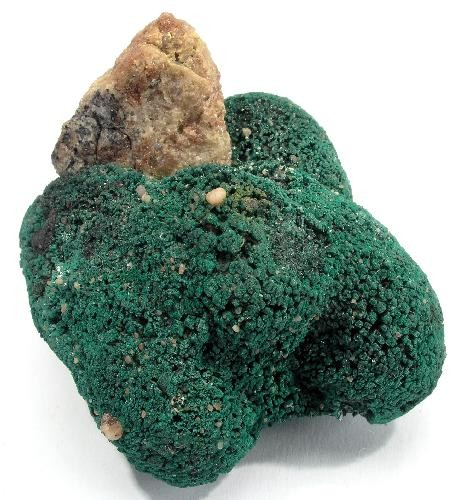
來自南澳大利亞岡森山的氯銅礦

### 人造
氯銅礦已在自由女神像的銅綠中被發現。在歐亞大陸、俄羅斯和波斯發現的雕塑、手稿、地圖和壁畫中都發現了這種礦物作為顏料。

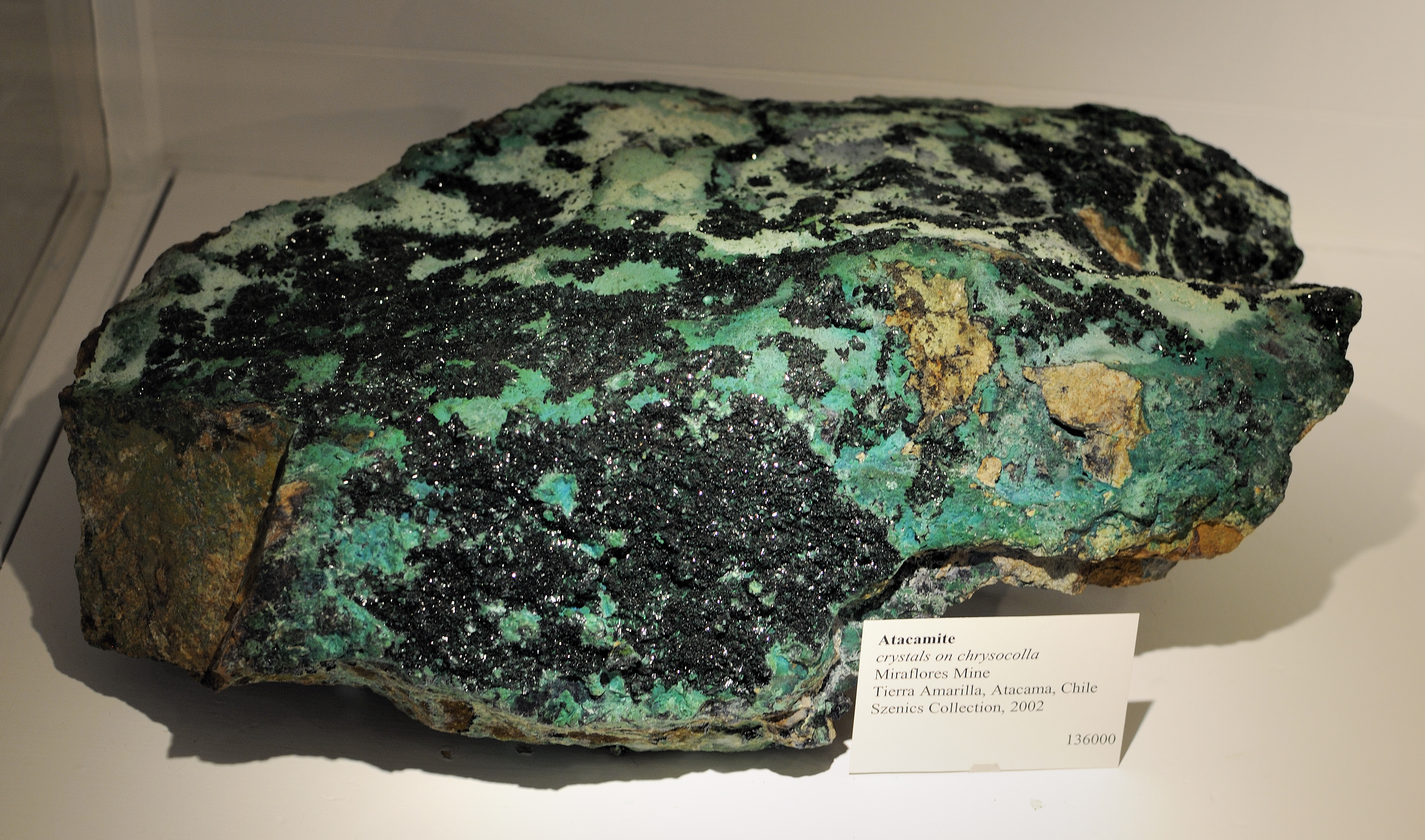
來自智利的氯銅礦，在哈佛自然歷史博物館展出

### 生物礦物
氯銅礦以生物礦物的形式存在於吻沙蠶的頜骨中。

## 外部連結
- Mineral galleries